# Aria Giovanni
Aria Giovanni (eredeti nevén Cindy Renee Volk) (Long Beach, Kalifornia, 1977. november 3. –) olasz–amerikai pornószínésznő, fotómodell. 2000 szeptemberében a Penthouse magazin a hónap „Penthouse Pet”-jének hozta ki. Szerepelt televíziós show-műsorokban és számos fényképsorozata jelent meg társasági, fotóművészeti, életmód- és férfimagazinokban is.

## Élete

### Ifjúsága
Cindy Renee Volk a kaliforniai Long Beachben született. Apja Szlovéniából emigrált olasz, anyjának felmenői között franciák, németek, írek és nyugat-indiaiak is megtalálhatók.
A kaliforniai Orange megyében nőtt fel. Mint egy interjú során elmondta, 12 éves korában kábítószer- és alkoholproblémái miatt 26 hónapos elvonó kezelésen vett részt, amely tartama alatt középiskolai tanulmányokba is belefogott. Saját elmondása szerint tizenévesen visszafogott és szemérmes személyiség volt, a középiskolában csak egyetlen fiúkapcsolatot létesített. Saját honlapja szerint olyan jól tanult, hogy középiskolai tanulmányait 16 évesen be tudta fejezni.

### Színésznői pályája
San Diegóban beiratkozott a Kaliforniai Egyetemre (UCSD), vizsgát tett biokémiából, közben pincérnőként dolgozott, emellett tanulókat korrepetált matematikából és természettudományi tárgyakból. Ekkor kezdte el a fotomodellkedést. 1999 október elejétől válaszolt néhány, amatőr modelleket kereső újsághirdetésre. Megváltoztatta a nevét Aria Giovannira. A róla készült fényképek hamarosan megjelentek több amateur pornográf weboldalon (Amateur Pink, Busty Amateurs, Seductive Amateurs, BubbleGirls, stb).

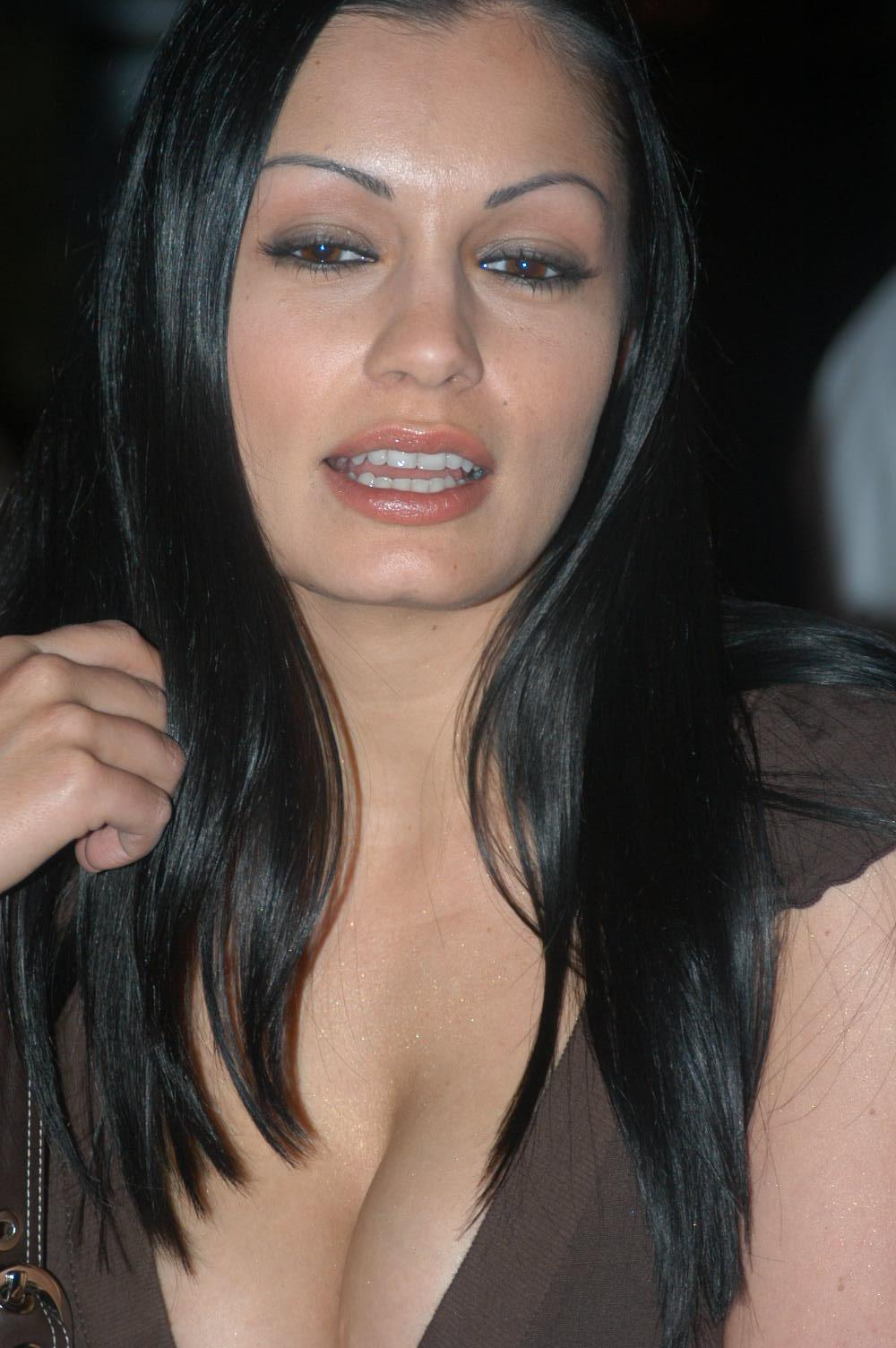
Aria Giovanni (2006)

2000-ben bemutatták őt Suze Randallnak, az ismert glamour-fényképésznőnek. A Randall által elkészített fotók révén 2000 szeptemberében a Penthouse magazin Aria Giovannit hozta ki a hónap modelljének (Pet of the Month). Fényképei rendszeresen megjelentek a fétis szubkultúra orgánumaiban, de a művészi aktfotókat közlő oldalakon is. A szex- és pornóipar azon kevés szerencsés színésznői közé tartozik (2009), akik megengedhették maguknak, hogy ne csináltassanak kebelnagyobbító műtéteket. 2000-ben Nicholas Guccione őt is bevette a „Girls of Penthouse” szoftcore válogatásba.
2001-ben Aria Giovanni szerepet kapott (mint Monica Snatch) a „Survivors Exposed” mozifilmben, az ismert amerikai „Survivor” televíziós sorozat paródiájában. Szerepelt az amerikai „Shipmates” televíziós randevú-show 2001. november 16-i epizódjában is.
2005-ben feleségül ment John William Lowery amerikai gitároshoz, művésznevén „John 5”-hoz, de hamarosan elváltak. Igen sokat dolgozott együtt Andrew Blake rendezővel, állandó szereplője volt a Girlfriends, Aria, Blondes & Brunettes, Justine, Adriana and Naked Diva sorozatoknak. Sok szoft pornó filmben is szerepelt, túlnyomórészt leszbikus szerepekben, itteni ténykedései igen látványos, de alapvetően tettetett nemi érintkezést mutatnak.
A Playboy magazin 2007. június 6-án Aria Giovannit választotta a „nap modelljévé” (Model of the Day). 2008 októberében Aria Giovanni szerepelt a James Gunn) által rendezett web-video sorozat, a „PG Porn” első epizódjában, Nathan Fillion színésszel együtt. Erről a felvételről később úgy nyilatkozott, hogy a Fillionnal váltott csók volt életében az első, amit nyílt filmfelvételen férfinak adott.
Testmagassága 168 cm (5 láb 6 hüvelyk), testméretei 34DD-25-35, testtömege 123 lb (56 kg), szeme barna, haja eredetileg barna, keblei természetesek.

## Díjai, kitüntetései
- Bomis Adult Model of the Year, 2004.[12]
- Jelöltség az AVN-díjra, mint a legjobb leszbikus női alakítás (Best All Girls Scene), 2005.

## Filmjei (válogatás)
| - PG Porn (1 epizód), 2008. (Amber Grimes) - World’s Sexiest Nude Women, 2007. - Screen Dreams 2, 2007. - Alabama Jones and the Busty Crusade, 2005. (Luna) - Chloroformed Pin-Up Girls, 2004. - Foot Worship Adventures, 2004. - Office Girl Abductions, 2004. - Meridians of Passion, 2004. - Mystique Presents H2Ohh, 2004. - Naked Diva, 2004. - Bubblegirls: Aria Giovanni, 2004. - Virtual Lap Dancers, 2003. - Adriana, 2003. - Girlfriends, 2002. - Thirteen Erotic Ghosts, 2002. - Beach Blanket Malibu, 2001. - Survivors Exposed, 2001. (Monica Snatch) - Blond & Brunettes, 2001. - Aria, 2001. | - Pornucopia: Going Down in the Valley, 2004. (televíziós sorozat) - Danni’s International Beauties, 2004. - The Secret Art of Seduction, 2004. - Centerfold Babylon, 2003. (TV) - Doppelherz, 2003. - Erotic Idols, 2002 (USA: Suzanne Randall’s Erotic Idols) - Veronika Zemanova, 2002. (Aria) - Justine, 2002. - Shipmates (1 epizód), 2001. - Girls of Penthouse, Vol.4., 2000. |  |

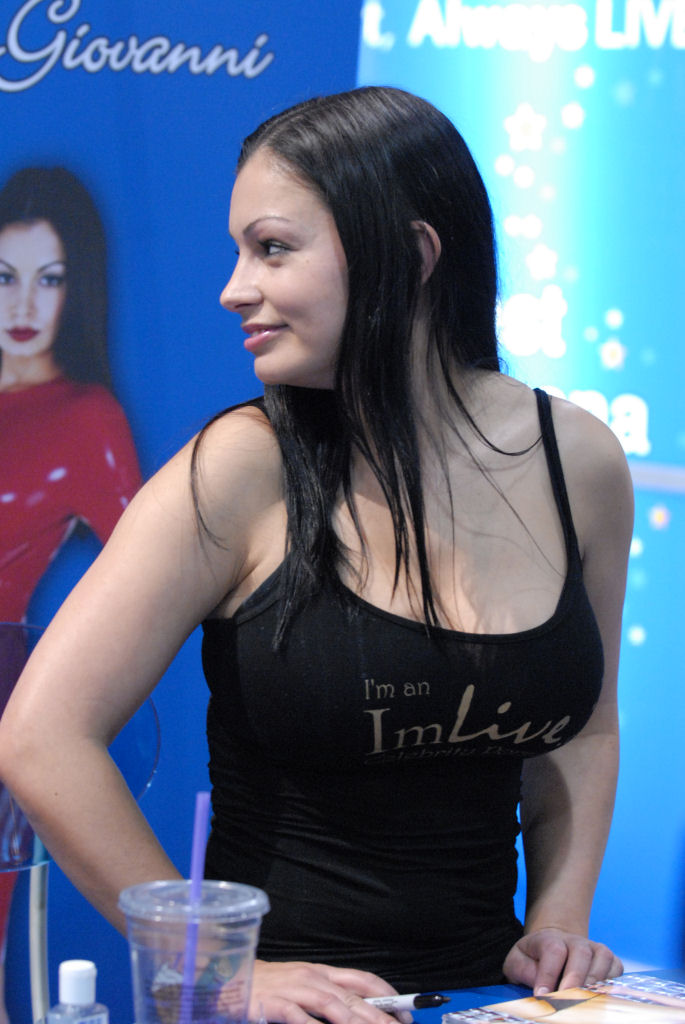
Aria Giovanni (2008).